# PHL-03
O PHL-03 é um lançador múltiplo de foguetes desenvolvido pela China. Possui capacidade de lançar foguetes de 300mm é uma cópia do soviético/russo BM-30 Smerch